# Economia Argentinei
Argentina beneficiază de o abundență de resurse naturale.

## Industrie
Dovedește rezistența la autovehicule și piese auto, bunuri de folosință îndelungată, textile, produse chimice și petrochimice, produse farmaceutice, tipografie, metalurgie și oțel, mașini industriale și agricole, electronice și electrocasnice.
Acest sector s-a extins enorm în ultimii ani, angajând aproape un sfert din populație.

## Agricultură
Progresele observate în produsele agricole, cum ar fi grâul, porumbul, soia transgenică și orz, au făcut ca exportul acestor cereale să stimuleze industria alimentară.
Argentina este cel mai mare exportator mondial de produse din soia și al treilea producător mondial de astfel de produse. Soia și trestia de zahăr sunt cultivate pe scară largă pentru producția de biocombustibili.
Drept urmare, țara este cel mai mare exportator din lume și al patrulea producător de biodiesel.